# Ixorida decorata
Ixorida decorata är en skalbaggsart som beskrevs av Franz Antoine 1986. Ixorida decorata ingår i släktet Ixorida och familjen Cetoniidae. Inga underarter finns listade i Catalogue of Life.